# Gianluca Prestianni
Gianluca Prestianni, né le 31 janvier 2006 à Ciudadela, est un footballeur argentin qui évolue au poste de milieu offensif ou ailier au SL Benfica.

## Biographie

### Carrière en club
Né à Ciudadela en Argentine, Gianluca Prestianni est formé par le Vélez Sarsfield, où il commence sa carrière professionnelle en championnat d'Argentine,,. Il joue son premier match avec l'équipe première du club le 24 mai 2022, lors d'un match de Coppa Libertadores gagné 4-0 contre l'Estudiantes,,.
En janvier 2024, il est transféré au Benfica Lisbonne en championnat du Portugal,.

### Carrière en sélection
Gianluca Prestianni joue avec l'équipe d'Argentine des moins de 17 ans à partir de mars 2022. 
Il fait également parti des binationaux italo-argentins annoncés sur les radars du sélectionneur de l'équipe d'Italie Roberto Mancini en 2023, à la suite de la sélection de Mateo Retegui, aux côtés de Nicolás Capaldo, Giuliano Galoppo, Marco Di Cesare, Nicolás Valentini, Ignacio Maestro Puch, Tomás Pozzo, Juan Sforza, Justo Gianni, Lucas Beltrán ou encore Pedro de la Vega,.

## Statistiques
| Saison                | Club                  | Championnat           | Championnat | Championnat | Championnat | Coupe nationale | Coupe nationale | Coupe nationale | Coupe de la Ligue | Coupe de la Ligue | Coupe de la Ligue | Supercoupe | Supercoupe | Supercoupe | Compétition(s) continentale(s) | Compétition(s) continentale(s) | Compétition(s) continentale(s) | Compétition(s) continentale(s) | Coupe du monde des clubs | Coupe du monde des clubs | Coupe du monde des clubs | Total | Total | Total |
| Saison                | Club                  | Division              | M.          | B.          | P.d.        | M.              | B.              | P.d.            | M.                | B.                | P.d.              | M.         | B.         | P.d.       | Comp.                          | M.                             | B.                             | P.d.                           | M.                       | B.                       | P.d.                     | M.    | B.    | P.d.  |
| 2022                  | Vélez Sarsfield       | Primera División      | 5           | 0           | 1           | -               | -               | -               | -                 | -                 | -                 | -          | -          | -          | CL                             | 1                              | 0                              | 0                              | -                        | -                        | -                        | 6     | 0     | 1     |
| 2023                  | Vélez Sarsfield       | Primera División      | 23          | 2           | 0           | 2               | 0               | 0               | 8                 | 0                 | 0                 | -          | -          | -          | -                              | -                              | -                              | -                              | -                        | -                        | -                        | 33    | 2     | 0     |
| Sous-total            | Sous-total            | Sous-total            | 28          | 2           | 0           | 2               | 0               | 0               | 8                 | 0                 | 0                 | -          | -          | -          | -                              | 1                              | 0                              | 0                              | -                        | -                        | -                        | 39    | 2     | 0     |
| 2023-2024             | Benfica Lisbonne      | Liga Portugal         | 1           | 0           | 0           | -               | -               | -               | -                 | -                 | -                 | -          | -          | -          | C1                             | -                              | -                              | -                              | -                        | -                        | -                        | 1     | 0     | 0     |
| 2024-2025             | Benfica Lisbonne      | Liga Portugal         | 8           | 0           | 0           | 2               | 1               | 1               | -                 | -                 | -                 | -          | -          | -          | C1                             | -                              | -                              | -                              | 4                        | 0                        | 1                        | 14    | 1     | 2     |
| 2025-2026             | Benfica Lisbonne      | Liga Portugal         | 1           | 0           | 0           | -               | -               | -               | -                 | -                 | -                 | 1          | 0          | 0          | C1                             | 2                              | 0                              | 0                              | -                        | -                        | -                        | 4     | 0     | 0     |
| Sous-total            | Sous-total            | Sous-total            | 10          | 0           | 0           | 2               | 1               | 1               | -                 | -                 | -                 | 1          | 0          | 0          | -                              | 2                              | 0                              | 0                              | 4                        | 0                        | 1                        | 19    | 1     | 2     |
| Total sur la carrière | Total sur la carrière | Total sur la carrière | 38          | 2           | 0           | 4               | 1               | 0               | 8                 | 0                 | 0                 | 1          | 0          | 0          | -                              | 3                              | 0                              | 0                              | 4                        | 0                        | 1                        | 58    | 3     | 1     |

## Palmarès
Benfica Lisbonne
- Championnat du Portugal
  - Vice-champion en 2024 et 2025.
- Supercoupe du Portugal
  - Vainqueur en 2025